# Khanim Balajayeva
Khanim Balajayeva est une joueuse d'échecs azerbaïdjanaise née le 28 mars 2001 à Qax.
Au 1er novembre 2018, elle est la numéro deux azerbaïdjanaise et la 63e joueuse mondiale avec un classement Elo de 2 397 points.

## Biographie et carrière

### Compétitions entre jeunes
En 2010, lors du 6e championnat du monde d'échecs scolaire à Kayseri, en Turquie, Khanim Balajayeva remporte le titre dans la catégorie des filles de moins de 9 ans, devançant la Russe Alexandra Obolentseva.

### Championne d'Azerbaïdjan
Championne d'Azerbaïdjan  en 2018, Khanim Balajayeva a obtenu le titre de maître international féminin en 2018.

### Compétitions par équipes
Khanim Balajayeva a représenté l'Azerbaïdjan lors de l'Olympiade d'échecs de 2016 à Bakou et de l'Olympiade d'échecs de 2018 à Batoumi, du championnat d'Europe par équipes 2017 et du championnat du monde d'échecs par équipes féminine de 2017.
En 2018, lors de l'olympiade de Batoumi, elle remporta la médaille d'or individuelle au troisième échiquier.